# 唐括姓
唐括姓是金朝時的一個女真複姓，是帥水隈鴉村唐括部人，其後隨金國遷徙至國境多處。金國有三朝的皇后都是唐括姓，包括金國開國君主完顏阿骨打的皇后。這些皇后的父祖輩都被朝廷冊封，並紀錄下來，為後世人追查提供了線索。

## 人物
- 昭肅皇后唐括多保真，金景祖烏骨迺的妻子，金太祖、金太宗的祖母。[1]
  - 父親唐括石批德撒骨只，巫師。
- 敬僖皇后（？－？），金康宗完顏烏雅束妻。
- 唐括德溫，本名唐括阿里，金朝將領[2]
  - 父親唐括撻懶，金太祖龍虎衛上將軍。
    - 祖父唐括脫孛魯
      - 曾祖父唐括謀克
        - 高祖父唐括石古
- 兒子唐括鼎，金世宗朝駙馬、定武軍節度使。[3][2]
- 兒子唐括貢（？－1202年），本名唐括達哥，金朝將領[2]。
- 聖穆皇后（？－？），金太祖完顏阿骨打妻。
  - 父為榮國公唐括留速
    - 祖父為英國公唐括迭胡本
      - 曾祖父為溫國公唐括劾乃
- 欽仁皇后（?－1143年），金太宗完顏晟皇后。[1]
  - 父親是贈太尉、宋國公唐括阿魯束
    - 祖父司徒、英國公唐括寬匹
      - 曾祖司空、溫國公唐括阿魯瑣
- 唐括辩（？－1150年），本名唐括斡骨剌，海陵王时尚书右丞相。[4]
  - 父親唐括重國
- 唐括阿忽里，宿直將軍、橫賜夏國使。[5]
- 唐括安禮（？－1181年），本名唐括斡魯古，金世宗右丞相、申國公。[5][6]

## 延伸阅读
[在维基数据编辑]
 《欽定古今圖書集成·明倫彙編·氏族典·唐括姓部》，出自陈梦雷《古今圖書集成》